# Jelena Iwanowna Chlopzewa
Jelena Iwanowna Chlopzewa (russisch Елена Ивановна Хлопцева; belarussisch Алена Іванаўна Хлопцава, Alena Iwanauna Chlopzawa; * 21. Mai 1960 in Minsk) ist eine ehemalige sowjetische Ruderin, die 1992 für die Gemeinschaft Unabhängiger Staaten und danach für Belarus antrat.

## Sportliche Karriere
Die 1,65 m große Jelena Chlopzewa ruderte für Spartak Minsk. Bereits 1977 belegte sie im Doppelzweier zusammen mit Reet Palm den vierten Platz bei den Weltmeisterschaften. Chlopzewa gewann bei den Junioren-Weltmeisterschaften 1978 zusammen mit Victoria Kudriaschowa den Titel im Doppelzweier. Bei den Weltmeisterschaften 1978 in der Erwachsenenklasse gewann Chlopzewa zusammen mit Rejet Palm, Olga Wassiltschenko, Nadeschda Kosotschkina und Steuerfrau Nadeschda Tschernyschowa die Bronzemedaille im Doppelvierer hinter den Booten aus Bulgarien und aus der Bundesrepublik Deutschland. 
Bei den Olympischen Spielen 1980 ruderte Chlopzewa mit Larissa Popowa im Doppelzweier. Wegen des Olympiaboykotts der meisten westlichen Staaten nahmen nur sieben Boote an der Olympiaregatta teil; der sowjetische Doppelzweier gewann mit fast anderthalb Sekunden Vorsprung vor dem Boot aus der DDR, eine weitere Sekunde dahinter gewannen die Rumäninnen Bronze. Die Goldmedaille für Chlopzewa und Popowa war 1980 die einzige Rudergoldmedaille für die Sowjetunion. Außer den Einersiegen des Finnen Pertti Karppinen und der Rumänin Sanda Toma gingen alle anderen Rudergoldmedaillen in die DDR. 
1981 ruderten Chlopzewa und Popowa zusammen mit Tatjana Danilowa, Olga Kaspina und Steuerfrau Maria Semskowa-Korotkowa im Doppelvierer und gewannen den Titel bei den Weltmeisterschaften in München. Mit sieben Titeln war die Sowjetunion in München die stärkste Mannschaft vor der DDR. 1982 in Luzern und 1983 in Duisburg siegten im Doppelvierer Tatjana Baschkatowa, Olga Kaspina, Jelena Chlopzewa, Larissa Popowa und Maria Semskowa-Korotkowa. Die Siegesserie des sowjetischen Doppelvierers wurde 1984 durch den Olympiaboykott der Ostblockstaaten beendet. 
Ab 1985 gab es bei den Frauen im Doppelvierer keine Steuerfrau mehr. Bei den Weltmeisterschaften 1985 in Hazewinkel bildeten Antonina Dumtschewa, Natalia Grigorjewa, Jelena Chlopzewa und Jelena Bratischko den neuen sowjetischen Doppelvierer, der die Silbermedaille hinter dem Boot aus der DDR gewann. Danach beendete Jelena Chlopzewa ihre sportliche Karriere, aber nur vorläufig.
1990 kehrte Chlopzewa in den sowjetischen Doppelvierer zurück und gewann bei den Weltmeisterschaften in Tasmanien zusammen mit Switlana Masij, Marja Omeljanowitsch und Sarija Sakirowa die Silbermedaille hinter dem Boot aus der DDR. Bei den Weltmeisterschaften 1991 in Wien gewann nach dem Ende der DDR das deutsche Boot, dahinter erhielten Jelena Chlopzewa, Marja Omeljanowitsch, Tetjana Ustjuschanina und Mira Waganowa die Silbermedaille für die Sowjetunion. Noch ein Jahr später bei den Olympischen Spielen 1992 in Barcelona gab es auch die Sowjetunion nicht mehr, der Doppelvierer der Gemeinschaft Unabhängiger Staaten (GUS) mit Antonina Selikowitsch, Tetjana Ustjuschanina, Kazjaryna Karsten und Jelena Chlopzewa erkämpfte die Bronzemedaille hinter dem deutschen Doppelvierer und den Rumäninnen. Bei den Weltmeisterschaften 1993 ruderten Karsten und Chlopzewa gemeinsam im belarussischen Doppelzweier und belegten den siebten Platz. 1994 belegten die beiden den fünften Platz. Danach beendete Chlopzewa endgültig ihre erfolgreiche Karriere.